# Fader
Fader è un singolo del gruppo musicale australiano The Temper Trap, il terzo estratto dal primo album in studio Conditions e pubblicato il 4 gennaio 2010.

## Tracce
CD singolo
1. Fader
2. Little Boy

Download digitale
1. Fader
2. Fader (Adam Freeland Mix)
3. Fader (Rockdaworld Vocal Extended Edit Mix)
4. Fader (Rockdaworld Superdub Extended Edit Mix)
5. Fader (Jakwob Mix)
6. Fader (Bangatang Mix)
7. Fader (Filed Under: K Mix)

## Classifiche
| Classifica (2010)         | Posizione massima |
| ------------------------- | ----------------- |
| Australia                 | 85                |
| Regno Unito               | 76                |
| Regno Unito (independent) | 6                 |